# Небахат Чехре
Небахат Чехре (тур. Nebahat Çehre, 15 березня 1944, Самсун, Туреччина) — турецька акторка, співачка та модель. Найбільш відома роллю Валіде, царственої матері султана Сулеймана, у серіалі «Величне століття. Роксолана».

## Біографія
Небахат Чехре народилася у простій сім'ї, її батько працював у юридичній конторі, а мати вдома займалася дітьми. Небахат була старшою з двох дітей і важче перенесла втрату, коли у 5 років залишилася без батька, якого згубило хворе серце. Надалі вона, на відміну від молодшого брата, з важкістю приймала нових чоловіків своєї матері.
Небахат зростала скромною і сором'язливою, але це не завадило їй у 15 років завоювати титул «Міс Туреччина». Її помітили і стали пропонувати численні контракти для участі в модельному бізнесі.
Наступною перемогою Небахат Чехре стало запрошення на зйомки. Успішно пройшовши кінопроби, вона знялася в фільмі, за яким у той же рік пішли ще 7. Яскравий дебют не залишився непоміченим — надалі Небахат продовжувала зніматися в такому ж напруженому темпі — їй доводилося грати в кількох фільмах за рік.
Після 1970-х у кіножитті Небахат Чехре настала довга пауза — вона одружилася з Їлмазом Гюнеєм і, подібно до матері і багатьох турецьких жінок, віддала всю себе родині.
Небахат Чехре знову повернулася на знімальний майданчик у 2000-ні роки.

## Фільмографія
- Menajerimi Ara (2020)
- Yuvamdaki Düşman (2018)
- Kanlı Ocak (2015)
- Брудні гроші та кохання (2014)
- A.Ş.K. (2013)
- Величне століття. Роксолана (2011)
- Заборонене кохання (2008)
- Candan öte (2006)
- Dün gece bir rüya gördüm (2006)
- Червнева ніч (2004)
- Gülüm (2003)
- Sürgünden geliyorum (1971)
- Intikam kartallari (1971)
- Kaderin pençesinde (1970)
- Günahsiz katiller (1970)
- Adsiz cengaver (1970)
- Müthis türk (1970)
- Ecelin gölgesinde (1970)
- Yasamak için öldüreceksin (1970)
- Рінго — лев рівнин (1969)
- Помста Зорро (1969)
- Зорро — вершник з батогом (1969)
- Yilan soyu (1969)
- Dikenli hayat (1969)
- Talihsiz gelin (1969)
- Kirli yüzlü melek (1969)
- Sürgünler (1969)
- Demir pençe casuslar savasi (1969)
- Demir pençe) (1969)
- Namus fedaisi (1969)
- Nisan yagmuru (1969)
- Zorro disi Fantoma'ya karsi (1969)
- Zorro'nun kara kamçisi (1969)
- Namluda üç kursun (1969)
- Ölüm sart oldu (1969)
- Yayla kizi Gül Ayse (1969)
- Asklarin en güzeli (1968)
- Kizil maske (1968)
- Beyoglu canavari (1968)
- Pire Nuri (1968)
- Seyyit Han (1968)
- Dev adam (1968)
- Malkoçoglu — kara korsan (1968)
- Parmaksiz Salih (1968)
- Korkusuz yabanci (1968)
- Haci Murat geliyor (1968)
- Balatli Arif (1967)
- Eskiya celladi (1967)
- Esrefpasali (1966)
- Dövüsmek sart oldu (1966)
- At avrat silah (1966)
- Intikam firtinasi (1966)
- Büyük intikam (1966)
- Kibar haydut (1966)
- Arslanlarin dönüsü (1966)
- Yedi dagin aslani (1966)
- Син гір (1965)
- Dokuz canli adam (1965)
- Piskin delikanli (1965)
- Silahlarin sesi (1965)
- Kirik hayatlar (1965)
- Melek yüzlü caniler (1965)
- Silaha yeminliydim (1965)
- Kardes belasi (1965)
- Içimizdeki bosluk (1965)
- Affetmeyen kadin (1964)
- Güzeller kumsali (1964)
- Avanta Kemal (1964)
- Dag basini duman almis (1964)
- Kral arkadasim (1964)
- Kamali Zeybek (1964)
- Iki sene mektep tatili (1964)
- Çöpçatanlar kampi (1964)
- Lekeli ask (1964)
- Çiçeksiz bahçe (1963)
- Barut fiçisi (1963)
- Iki vatanli kadin (1963)
- Bize de mi numara (1963)
- Gümüs gerdanlik (1963)
- Esir kus (1962)
- Memnu meyva (1962)
- Kanun kanundur (1962)
- Yaban gülü (1962)
- Ask bekliyor (1962)
- Sevimli serseri (1962)
- Meçhule gidenler (1962)
- Гіркота життя (1962)